# Irische Frauen-Cricket-Nationalmannschaft in Pakistan in der Saison 2022/23
Die Tour der irischen Frauen-Cricket-Nationalmannschaft nach Pakistan in der Saison 2022/23 fand vom 4. bis zum 16. November 2022 statt. Die internationale Cricket-Tour war Bestandteil der Internationalen Cricket-Saison 2022/23 und umfasste drei WODIs und drei WTwenty20s. Pakistan gewann die WODI-Serie 3–0, während Irland die WTwenty20-Serie 2–1 gewann.

## Vorgeschichte
Für beide Mannschaften war es die erste Tour der Saison. Das letzte Aufeinandertreffen der beiden Mannschaften bei einer Tour fand in der Saison 2013 in Irland statt.

## Stadion
Das folgende Stadion wurde für die Austragung der Tour ausgewählt.
| Stadion         | Stadt  | Kapazität | Spiele                     |
| --------------- | ------ | --------- | -------------------------- |
| Gaddafi Stadium | Lahore | 60.000    | 1. – 3. WODI; 1. – 3. WT20 |

## Kaderlisten
Irland benannte seine Kader am 12. Oktober 2022.
Pakistan benannte seine Kader am 22. Oktober 2022.
| WODI | WODI | WTwenty20 | WTwenty20 |
| Pakistan | Irland | Pakistan | Irland |
| --- | --- | --- | --- |
| - Bismah Maroof (K) - Muneeba Ali (wk) - Sidra Ameen - Aiman Anwer - Nida Dar - Ghulam Fatima - Kainat Imtiaz - Sadia Iqbal - Sidra Nawaz - Aliya Riaz - Fatima Sana - Nashra Sandhu - Sadaf Shamas - Omaima Sohail - Umm-e-Hani | - Laura Delany (K) - Rachel Delaney - Amy Hunter - Shauna Kavanagh - Arlene Kelly - Gaby Lewis - Louise Little - Jane Maguire - Cara Murray - Leah Paul - Orla Prendergast - Celeste Raack - Eimear Richardson - Rebecca Stokell - Mary Waldron (wk) | - Bismah Maroof (K) - Muneeba Ali (wk) - Sidra Ameen - Aiman Anwer - Nida Dar - Tuba Hassan - Kainat Imtiaz - Sadia Iqbal - Javeria Khan - Ayesha Naseem - Aliya Riaz - Fatima Sana - Nashra Sandhu - Sadaf Shamas - Omaima Sohail | - Laura Delany (K) - Amy Hunter - Shauna Kavanagh - Arlene Kelly - Gaby Lewis - Louise Little - Sophie MacMahon - Jane Maguire - Cara Murray - Leah Paul - Orla Prendergast - Celeste Raack - Eimear Richardson - Rebecca Stokell - Mary Waldron (wk) |

## Women’s One-Day Internationals

### Erstes WODI in Lahore
| 4. November Scorecard | Lahore | Pakistan 335-4 (50)           | – | Irland 207 (49.3) |
|                       |        | Pakistan gewinnt mit 128 Runs |   |                   |

Pakistan gewann den Münzwurf und entschied sich als Schlagmannschaft zu beginnen. Für sie konnte sich Muneeba Ali und Sidra Ameen als Eröffnungs-Batterinnen etablieren. Ali schied nach einem Century über 107 Runs aus 114 Bällen aus und wurde durch Aliya Riaz ersetzt, die 29 Runs erreichte. Ameen beendete das Innings ungeschlagen mit einem Century über 176 Runs aus 151 Bällen und erhöhte so die Vorgabe auf 336 Runs. Beste irische Bowlerin war Arlene Kelly mit 2 Wickets für 62 Runs. Von den irischen Eröffnungs-Batterinnen konnte Gaby Lewis 15 Runs erreichen. Daraufhin etablierte sich Laura Delany und an ihrer Seite erzielte Orla Prendergast 29 Runs. Nachdem Mary Waldron ins Spiel gekommen war, schied Delany nach einem Fifty über 69 Runs aus. Waldron erzielte daraufhin 19 Runs, Arlene Kelly 12 Runs und Rachel Delaney beendete das Innings ungeschlagen mit 22* Runs, was jedoch nicht reichte, um die Vorgabe einzuholen. Beste pakistanische Bowlerin war Nida Dar mit 3 Wickets für 34 Runs. Als Spielerin des Spiels wurde Sidra Ameen ausgezeichnet.

### Zweites WODI in Lahore
| 6. November Scorecard | Lahore | Irland 194 (47.2)              | – | Pakistan 195-1 (32.4) |
|                       |        | Pakistan gewinnt mit 9 Wickets |   |                       |

Irland gewann den Münzwurf und entschied sich als Schlagmannschaft zu beginnen. Nachdem die Eröffnungs-Batterinnen früh ausschieden, konnten Amy Hunter und Laura Delany eine Partnerschaft aufbauen. Hunter schied nach 30 Runs aus und wurde durch Orla Prendergast ersetzt, die 24 Runs erreichte. Nachdem Delany nach 28 Runs ihr Wicket verlor, bildeten Eimear Richardson und Mary Waldron eine Partnerschaft. Richardson schied nach 23 Runs aus und an der Seite von Waldron gesellte sich Arlene Kelly. Waldron verlor dann ihr Wicket nach 35 Runs, während Kelly letztendlich 34 Runs erzielte. Beste pakistanische Bowlerinnen waren Ghulam Fatima mit 3 Wickets für 32 Runs und Nashra Sandhu mit 3 Wickets für 41 Runs. Pakistan begann mit Muneeba Ali und Sidra Ameen. Ali schied nach 27 runs aus und Ameen konnte dann zusammen mit Bismah Maroof im 33. Over die Vorgabe der irischen Mannschaft einholen. Ammen erzielte dabei ein Half-Century über 91* Runs, Maroof eines über 69* Runs. Das irische Wicket erzielte Eimear Richardson. Als Spielerin des Spiels wurde Sidra Ameen ausgezeichnet.

### Drittes WODI in Lahore
| 9. November Scorecard | Lahore | Irland 225 (49.5)              | – | Pakistan 226-5 (47.1) |
|                       |        | Pakistan gewinnt mit 5 Wickets |   |                       |

Irland gewann den Münzwurf und entschied sich als Schlagmannschaft zu beginnen. Als Eröffnungs-Batterinnen begannen Leah Paul und Gaby Lewis Lewis schied nach 39 Runs aus und die hineinkommende Amy Hunter erzielte 41 Runs. Kurz darauf schied auch Paul nach einem Fifty über 65 Runs aus. Daraufhin bildeten Laura Delany und Eimear Richardson eine Partnerschaft. Richardson schied nach 28 Runs aus und kurz darauf auch Delany nach 18. Die verbliebenen Batterinnen erhöhten die Vorgabe auf 226 Runs. Beste Bowlerin für Pakistan war Ghulam Fatima mit 5 Wickets für 34 Runs. Die pakistanischen Eröffnungs-Batterinnen Muneeba Ali und Sidra Ameen erzielten 12 bzw. 10 Runs, bevor sich Sadaf Shamas und Bismah Maroof als Partnerschaft etablierten. Maroof schied nach einem Fifty über 57 Runs aus und wurde gefolgt von Aliya Riaz. Shamas verlor ihr Wicket nach einem Half-Century über 72 Runs und nachdem Riaz nach 23 Runs ausgeschieden war, konnten Omaima Sohail mit 25* Runs und Sidra Nawaz mit 18* Runs die Vorgabe einholen. Beste irische Bowlerin war Eimear Richardson mit 2 Wickets für 45 Runs. Als Spielerin des Spiels wurde Ghulam Fatima ausgezeichnet.

## Women’s Twenty20 Internationals

### Erstes WTwenty20 in Lahore
| 12. November Scorecard | Lahore | Pakistan 135-5 (20)          | – | Irland 139-4 (18.4) |
|                        |        | Irland gewinnt mit 6 Wickets |   |                     |

Pakistan gewann den Münzwurf und entschied sich als Schlagmannschaft zu beginnen. Nachdem die pakistanischen Eröffnungs-Batterinnen früh ausschieden bildeten Bismah Maroof und Nida Dar eine Partnerschaft. Maroof verlor nach 17 Runs ihr Wicket und Dar fand mit Aliya Riaz eine weitere Partnerin. Nachdem Dar nach einem Fifty über 61 Runs ihr Wicket verloren hatte, beendete Riaz zusammen mit Ayesha Naseem das Innings. Riaz erzielte dabei 24* Runs, Naseem 11*. Beste irische Bowlerin war Orla Prendergast mit 3 Wickets für 10 Runs. Für Irland bildete Eröffnungs-Batterin Gaby Lewis zusammen mit der dritten Schlagfrau Orla Prendergast eine Partnerschaft. Prendergast schied nach 39 Runs aus und an der Seite von Lewis erreichte Eimear Richardson, bevor die Vorgabe im vorletzten Over eingeholt wurde. Lewis hatte dabei ungeschlagene 69* Runs erzielt. Die pakistanischen Wickets wurden erzielt durch Ghulam Fatima, Nashra Sandhu und Nida Dar. Als Spielerin des Spiels wurde Orla Prendergast ausgezeichnet.

### Zweites WTwenty20 in Lahore
| 14. November Scorecard | Lahore | Irland 118-7 (17/17)           | – | Pakistan 121-4 (16/17) |
|                        |        | Pakistan gewinnt mit 6 Wickets |   |                        |

Pakistan gewann den Münzwurf und entschied sich als Schlagmannschaft zu beginnen. Auf Grund von Regenfällen wurde das Spiel auf 17 Over pro Seite reduziert. Eröffnungs-Batterin Amy Hunter bildete mit orla Prendergast eine erste Partnerschaft. Nachdem Prendergast nach 20 Runs ausgeschieden war, folgte ihr Eimear Richardson an die Seite von Hunter. Hunter verlor ihr Wicket nach 36 Runs und Richardson bildete mit Rebecca Stokell eine weitere Partnerschaft. Richardson schied dann nach 15 Runs aus, während Stockrell das Innings ungeschlagen mit 17* Runs beendete. Beste pakistanische Bowlerinnen waren Nida Dar mit 2 Wickets für 19 Runs und Nashra Sandhu mit 2 Wickets für 21 Runs. Für Pakistan bildeten die Eröffnungs-Batterinnen Javeria Khan und Muneeba Ali eine erste Partnerschaft. Ali schied nach 12 Runs aus und an die Seite von Khan folgte Nida Dar. Nachdem Khan nach 35 Runs ihr Wicket verloren hatte, kam Ayesha Naseem ins Spiel, bevor auch Dar nach 28 Runs ausschied. Naseem beendete dann das Innings zusammen mit Aliya Riaz und zusammen konnten sie die Vorgabe im vorletzten Over einholen. Naseem erzielte dabei 25* und Riaz 11* Runs. Das irische Wicket erzielte Arlene Kelly. Als Spielerin des Spiels wurde Nida Dar ausgezeichnet.

### Drittes WTwenty20 in Lahore
| 16. November Scorecard | Lahore | Pakistan | – | Irland |
|                        |        |          |   |        |

Irland gewann den Münzwurf und entschied sich als Schlagmannschaft zu beginnen. Für sie begannen Amy Hunter und Gaby Lewis als Eröffnungs-Batter. Hunter schied nach 40 Runs aus und wurde durch Orla Prendergast ersetzt. Lewis verlor ihr Wicket nach einem Fifty über 71 Runs und an der Seite von Prendergast gesellte sich Rebecca Stokell. Prendergast verlor mit dem letzten Ball des Innings ihr Wicket nach 37 Runs, während Stockrell ungeschlagene 17* Runs erzielte. Die pakistanischen Wickets wurden erzielt durch Nida Dar, Ghulam Fatima und Nashra Sandhu. Für Pakistan konnte sich zunächst Eröffnungs-Batterin Javeria Khan etablieren. Nachdem Muneeba Ali nach 11 Runs ausgeschieden war, bildete sich eine Partnerschaft mit Nida Dar. Khan verlor nach einem Fifty über 50 Runs ihr Wicket und nachdem Fatima Sana 14 Runs erreichte, verlor auch Dar ihr Wicket nach 26 Runs. Dies reichte jedoch nicht um die Vorgabe einzuholen. Beste irische Bowler des Spiels waren mit jeweils drei Wickets Arlene Kelly (für 19 Runs) und Laura Delany (für 20 Runs). Als Spielerin des Spiels wurde Gaby Lewis ausgezeichnet.

## Auszeichnungen

### Player of the Series
Als Player of the Series wurden der folgende Spieler ausgezeichnet.
| Serie | Player of the Series |
| ----- | -------------------- |
| WODI  | Sidra Ameen          |
| WT20  | Gaby Lewis           |

### Player of the Match
Als Player of the Match wurden die folgenden Spielerinnen ausgezeichnet.
| Spiel   | Player of the Match |
| ------- | ------------------- |
| 1. WODI | Sidra Ameen         |
| 2. WODI | Sidra Ameen         |
| 3. WODI | Ghulam Fatima       |
| 1. WT20 | Orla Prendergast    |
| 2. WT20 | Nida Dar            |
| 3. WT20 | Gaby Lewis          |